# M-532
La M-532 es una carretera de la Red Local de la Comunidad de Madrid. Con una longitud de 13,14 km, une las vías M-510 y M-533 atravesando Fresnedillas de la Oliva.

## Trayecto
Esta vía une entre sí los municipios de Colmenar de Arroyo, Robledo de Chavela, Fresnedillas de la Oliva y El Escorial.
En los últimos años se han llevado a cabo diversas mejoras en cuestión de seguridad y comodidad.

## Tráfico
Las cifras de intensidad media diaria (vehículos diarios) que se han registrado en 2023 se detallan en la tabla adjunta:
| KM     | Intensidad media diaria | % Vehículos pesados | Ubicación del P.K. de medición                             |
| ------ | ----------------------- | ------------------- | ---------------------------------------------------------- |
| 4,550  | 1111                    | 9,09                | Entre la intersección con M-533 y Fresnedillas de la Oliva |
| 13,030 | 393                     | 10,69               | Entre Fresnedillas de la Oliva y la intersección con M-510 |